# 弗莱谢拉斯
弗莱谢拉斯是巴西阿拉戈斯州的一个市镇。总面积315.79平方公里，总人口11720人，人口密度37.1人/平方公里。